# Michael Donnellan (personnalité politique)
Pour les articles homonymes, voir Michael Donnellan.
Michael Donnellan (1900 - 27 septembre 1964) est un homme politique irlandais du Clann na Talmhan.

## Biographie
Michael Donnellan est né à Dunmore, comté de Galway en 1900. Il rejoint le Sinn Féin après le soulèvement de Pâques en 1916. Donnellan est membre du conseil du comté de Galway de 1927 à 1945, à l'origine en tant que membre du Fianna Fáil.
Donnellan est devenu désenchanté par le parti au milieu des années 1930, tout comme de nombreux partisans de la province du Connacht. Il s'implique dans des pourparlers avec un certain nombre d'agriculteurs afin de créer un nouveau Parti des agriculteurs. Le groupe d'origine est connu sous le nom de Fédération des agriculteurs irlandais, mais il se scinde peu de temps après entre les grands agriculteurs plus conservateurs et les agriculteurs plus pauvres et plus radicaux de l'Ouest sur la question du déclassement. Donnellan dirige la faction radicale, qui fonde le Clann na Talmhan en 1939. En 1940, une élection partielle est déclenchée dans la circonscription de Galway East et ses partisans le persuadent de se présenter. Le Fine Gael s'écarte dans l'espoir d'infliger des dommages au Fianna Fáil, qui gagne, bien que Donnellan obtenienne près de 30% des suffrages exprimés.
Lors du premier Ard-Chomhairle de Clann na Talmhan en mars 1943, il déclare que la raison d'être du parti est de "briser l'emprise des arracheurs d'argent et des Juifs". Selon l'historien RM Douglas, ce n'est pas le seul acte d'antisémitisme commis par Donnellan en tant que chef du parti.
Il est élu au Dáil Éireann (chambre basse du parlement) en tant que député pour la circonscription de Galway East lors des élections générales de 1943 et réélu en 1944. À la suite de la révision de la circonscription, il représente Galway North entre 1948 et 1961 avant d'être réélu pour Galway East lors des élections générales de 1961.
Donnellan, cependant, s'avère trop radical pour les membres du parti de la province du Leinster, en raison de ses penchants plus à gauche : il soutient la redistribution des terres dans les cas où les grands exploitants agricoles sont inefficaces ainsi que le libre accès à l'éducation et aux soins de santé. Il est bientôt remplacé à la tête du parti par le conservateur Mayoman Joseph Blowick. La décision de Donnellan de s'abstenir lors de la nomination d'Éamon de Valera au Taoiseach en 1943 conduit certains à soupçonner qu'il le fait par loyauté envers son ancien chef de parti. Donnellan a été secrétaire parlementaire du ministre des Finances à deux reprises, responsable du Bureau des travaux publics.
Dans sa jeunesse, Donnellan est un footballeur talentueux qui remporte une médaille All-Ireland avec l'équipe de football senior de Galway en 1925, les commandant lors de leur défaite en 1933 contre Cavan. Il est mort à Croke Park lors de la finale All-Ireland de 1964, peu de temps avant que son fils John Donnellan, en tant que capitaine victorieux de Galway, ne reçoive la Coupe Sam Maguire. L'élection partielle qui a suivi a été remportée par John, candidat du Fine Gael.
Son petit-fils, Michael Donnellan a également remporté des médailles All-Ireland avec Galway en 1998 et 2001.